# Плочари Поље (Фојница)
Плочари Поље је насељено место у Босни и Херцеговини у општини Фојница. Административно припада Федерацији Босне и Херцеговине, односно њеном Средњобосанском кантону. Према попису становништва из 2013. у насељу је било 383 становника, а већинску популацију чинили су Бошњаци.

## Становништво
По последњем службеном попису становништва из 2013. године у овом насељу живело је 383 становника, а село је било етнички хомогено са већинском бошњачком популацијом.
| Националност | 2013. | 1991.        | 1981.        | 1971.        |
| Бошњаци      | —     | 385 (96,25%) | 354 (95,68%) | 286 (97,61%) |
| Хрвати       | —     | 11 (2,75%)   | 6 (1,62%)    | 0            |
| Срби         | —     | 3 (0,75%)    | 7 (1,89%)    | 6 (2,05%)    |
| остали       | —     | 1 (0,25%)    | 3 (0,81%)    | 1 (0,34%)    |
| Укупно       | 383   | 400          | 370          | 293          |